# Fagraea littoralis
Fagraea littoralis är en gentianaväxtart som beskrevs av Carl Ludwig von Blume. Fagraea littoralis ingår i släktet Fagraea och familjen gentianaväxter. Utöver nominatformen finns också underarten F. l. borneensis.